# Mathew Brady
Mathew B. Brady (18. května 1822 – 15. ledna 1896) byl americký novinářský fotograf působící v období americké občanské války a známý portrétními fotografiemi významných osobností tehdejší doby. Je považován za jednoho z otců fotožurnalismu.

## Život a dílo

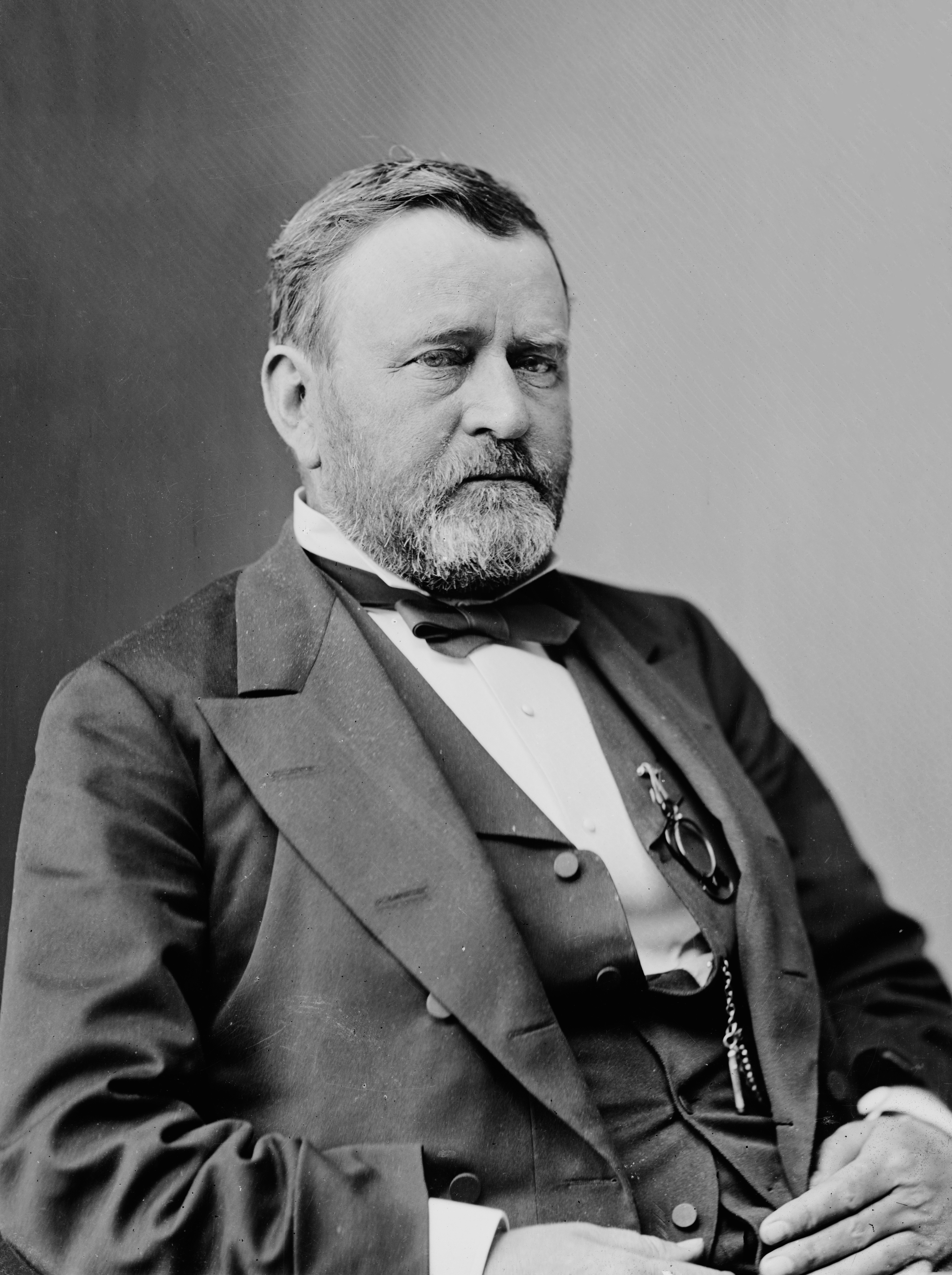
Mathew Brady: Portrét generála Unie v americké občanské válce Ulyssese Granta (1870-1880)

Narodil se ve Warren County v New Yorku jako syn původem irských rodičů, kteří se přistěhovali do Ameriky, Andrewa a Julie Bradyových. Ve věku 17 let se přestěhoval do New Yorku a od roku 1844 vlastnil fotografický ateliér, kde začaly vznikat první snímky předních osobností USA. V roce 1849 si otevřel studio ve Washingtonu, kde se setkal také s Juliettou Handyovou, kterou si v roce 1851 vzal za ženu. Bradyovy četné fotografické obrazy začaly získávat čím dál více prestižních ocenění a i mezi veřejností se stali velmi oblíbenými. V roce 1859 vystavil v Paříži portrét André-Adolphe-Eugèna Disdériho a od té doby se stal populárním a uctívaným fotografem.
Brady riskoval při fotografování v živě rozprouděné civilní válce mnoho - i svou kariéru, pověst a někdy i zdraví. Právě tím se zapsal nesmazatelně do historie amerického fotografování. Později Brady citoval větu, která se stala známou po celém světě:
| „              | Musel jsem jít. Duch v mém těle mi říkal 'jdi' a já jsem šel. | “ |
| — Mathew Brady |                                                               |   |

Brady zaměstnával několik fotografů, jako například Alexandera Gardnera, Jamese Gardnera, Timothyho O'Sullivana, Williama Pywella, George N. Barnarda a dalších osmnáct mužů, kteří byli ochotni kdykoliv vyjít ven do rozpoutané války a fotografovat scény z americké občanské války. Brady zůstával většinou ve Washingtonu, D. C., kde organizoval své asistenty a zřídka navštívil bitevní pole osobně. To bylo zčásti také kvůli tomu, že se Bradymu od roku 1850 začal rapidně zhoršovat zrak. Pro firmu Mathew Brady Studios, která prodávala fotografie zájemcům o historii a grafiku, pracoval také Andrew Joseph Russel. Ten pro Bradyho pořídil například známý snímek s názvem Konfederační mrtví za kamennou zdí (Confederate dead Behind the Stone Wall) po bitvě u Chancellorsville v květnu 1863.
Mezi jeho přední fotografované osobnosti patří např. generál Unie v americké občanské válce Ulysses S. Grant, jedenáctý prezident Spojených států amerických James K. Polk, Nathaniel Banks, Don Carlos Buell, Ambrose Burnside, Benjamin Butler, Joshua Chamberlain, George Custer, David Farragut, John Gibbon, Winfield Hancock, Samuel P. Heintzelman, Joseph Hooker, Oliver Howard, David Hunter, John A. Logan, Irvin McDowell, George McClellan, James McPherson, George Meade, David Dixon Porter, William Rosecrans, John Schofield, William Sherman, Daniel Sickles, Henry Warner Slocum, George Stoneman, Edwin V. Sumner, George Thomas, Emory Upton, James Wadsworth, americký právník, voják, státník a spisovatel Lew Wallace, P. G. T. Beauregard, Stonewall Jackson, James Longstreet, Lord Lyons, James Henry Hammond, americký generál Robert E. Lee, vynálezce morseovy abecedy Samuel Morse nebo 16. prezident USA Abraham Lincoln.
Abraham Lincoln prý řekl, že se prezidentem stal díky Bradyho portrétům (a svému projevu na newyorské Copper Union). Portrét Lincolna od Bradyho z 2. září 1864 je na americké pětidolarové bankovce, prezidentův portrét podle Bradyho portrétu je na americké 90-centové poštovní známce z roku 1869.
Jako možná nejznámější fotograf v USA v 19. století, bylo Bradyho jméno spojováno s érou, ve které se západní svět specializoval na tovární výrobu portrétů. Takzvaný „Bradyho stojan“ v dobách uprostřed 19. století měl těžkou litinovou stabilní základnu, navíc nastavitelnou výšku trubkového sloupce (nohy) pro dvojí použití: sloužil buď jako loketní opěrka, nebo (při plném prodloužení a dodáním příčné výztuhy) jako opěrka hlavy. Ta byla často zapotřebí, aby se modely při delším expozičním času fotografování nepohnuly. Zatímco Bradyho stojan byl vhodný termín pro tyto specifické výrobky ateliérového vybavení, není prokázána souvislost mezi tímto stojánkem a Bradyho vynálezem přibližně z roku 1855.

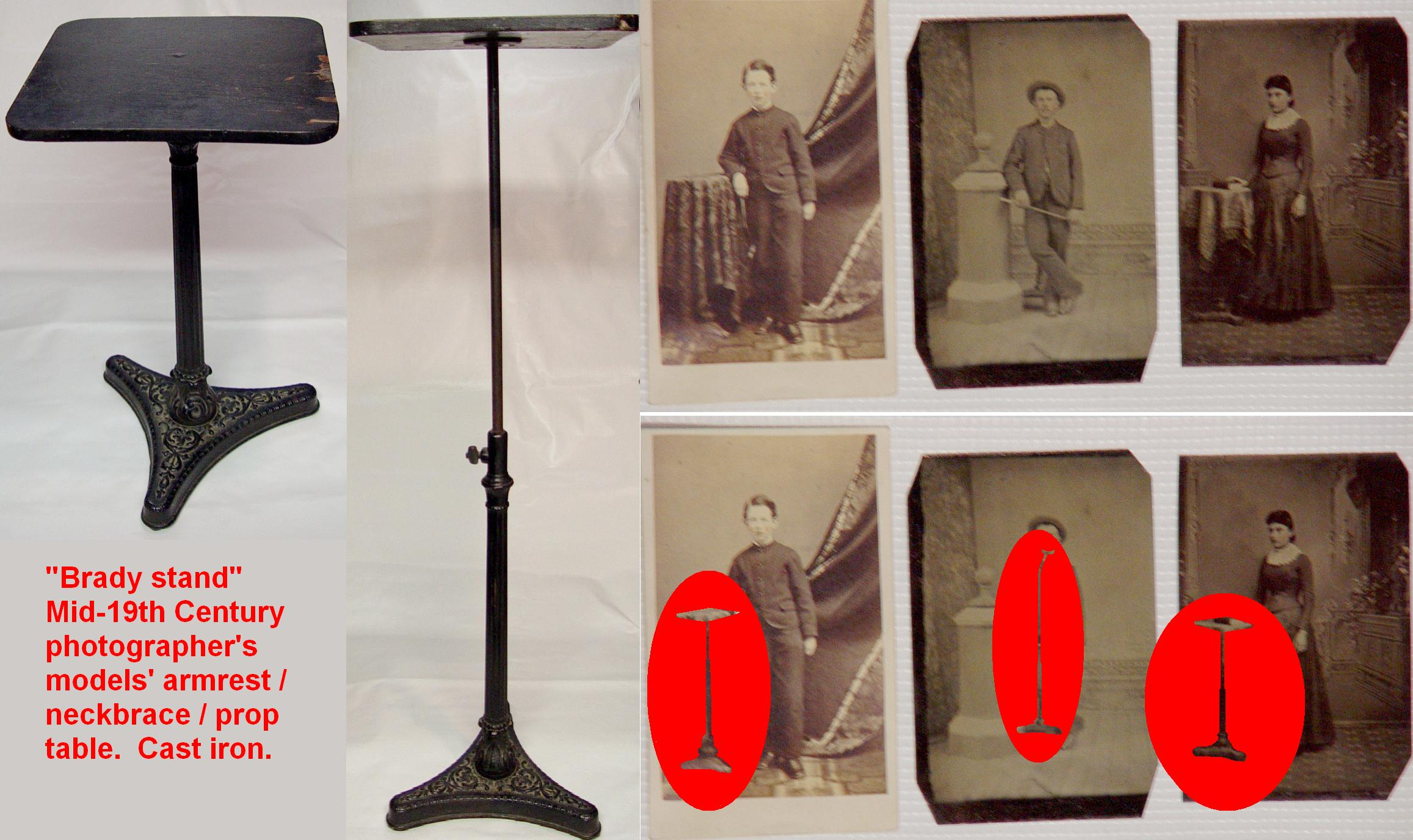
Bradyho stojan v praxi, polovina 19. století

Na Světové výstavě roku 1851 v Londýně získal medaili za dvacet svých daguerreotypií.
V jeho životě se stal celkově oblíbeným fotografem, až na období po válce, kdy od vlády USA očekával koupi několika jeho fotografických portrétů, ale nestalo se tak. Tím se Brady dostal do bankrotu a to i po roce 1875, kdy mu vláda věnovala částku 25 000 USD. Brady byl tak zadlužen, že ani tato částka ho nevysvobodila z neustálých dluhů. Na neštěstí se k tomu v roce 1887 přidala i smrt jeho milované manželky a Brady začal podléhat alkoholismu. Zemřel 15. nebo 16. ledna roku 1896 na charitativním oddělení v Presbyterianské nemocnici v New Yorku po komplikacích po nehodě tramvaje. Jeho pohřeb byl financován veterány ze 7. newyorské pěchoty a uskutečnil se na hřbitově ve Wahingtonu, kde je přední americký fotograf pochován.
Dílo Mathewa Brada je neuvěřitelně obsáhlé. Počet jeho fotografický portrétů sahá nad 800 kusů a počet fotografií z válečného pole čítá několik desítek originálních fotografií.

## Rodina
Jeho synovcem se stal Levin Corbin Handy, který se u něho učil od dvanácti let. Po několika letech práce v Bradyho studiu se z něj stal zručný asistent fotografa. Později se Handy stal nezávislým fotografem ve Washingtonu. V 80. letech vstoupil do partnerství se Samuelem C. Chesterem, a následně spolupracovali také s Bradym. Handy fotografoval individuální portréty a poskytoval fotografické a reprografické služby pro federální vládu Spojených států.
Po Bradyho smrti v roce 1896 zdědil Handy jeho fotografie. Po Handyho smrti přešly snímky Bradyho i Handyho do majetku Handyho dcer Alice H. Coxové a Mary H. Evansové. V roce 1954 od dcer koupila Kongresová knihovna přibližně 10 000 těchto negativů.

## Galerie (výběr)

### Občanská válka

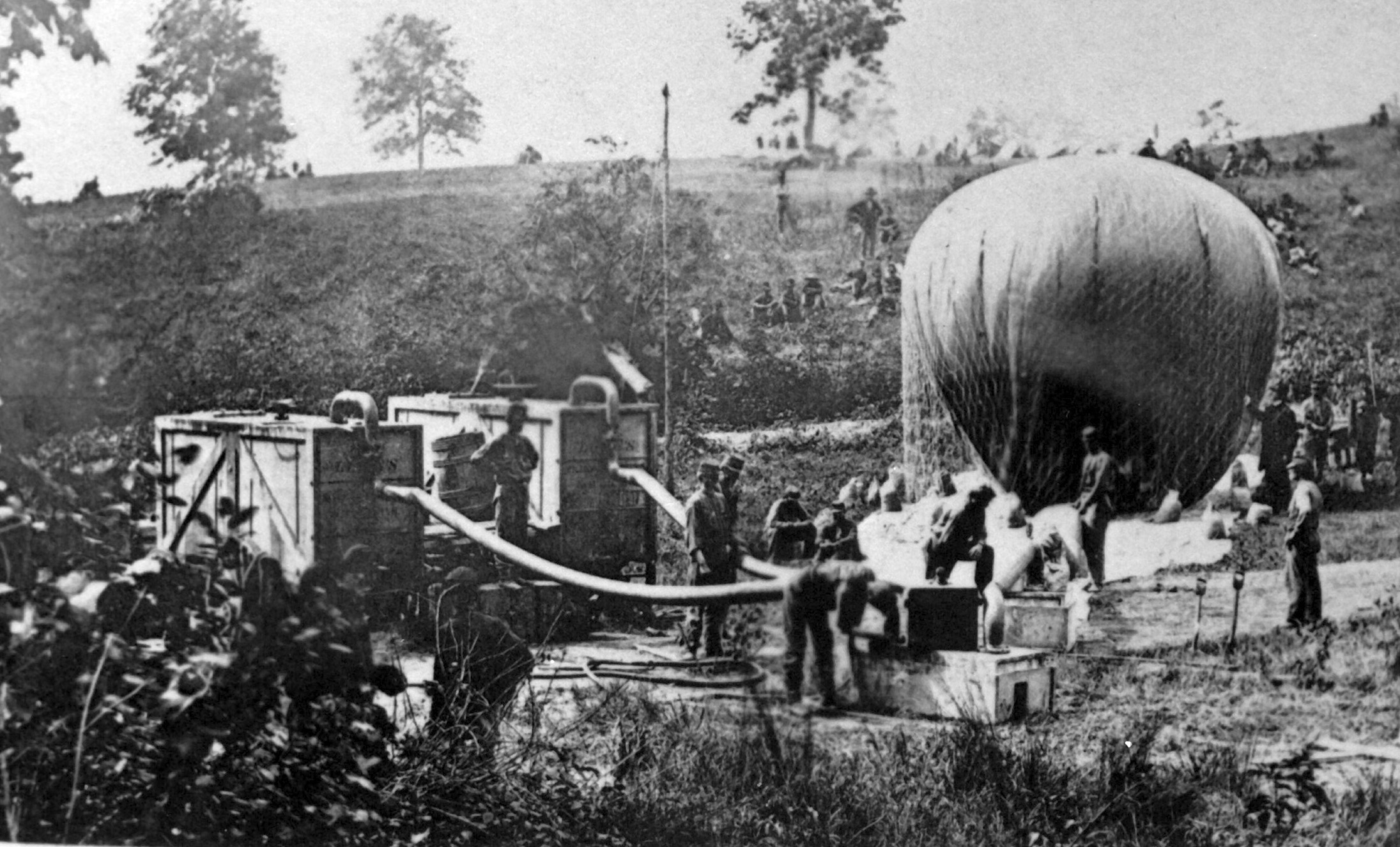
Příprava balónu na let, cca 1862
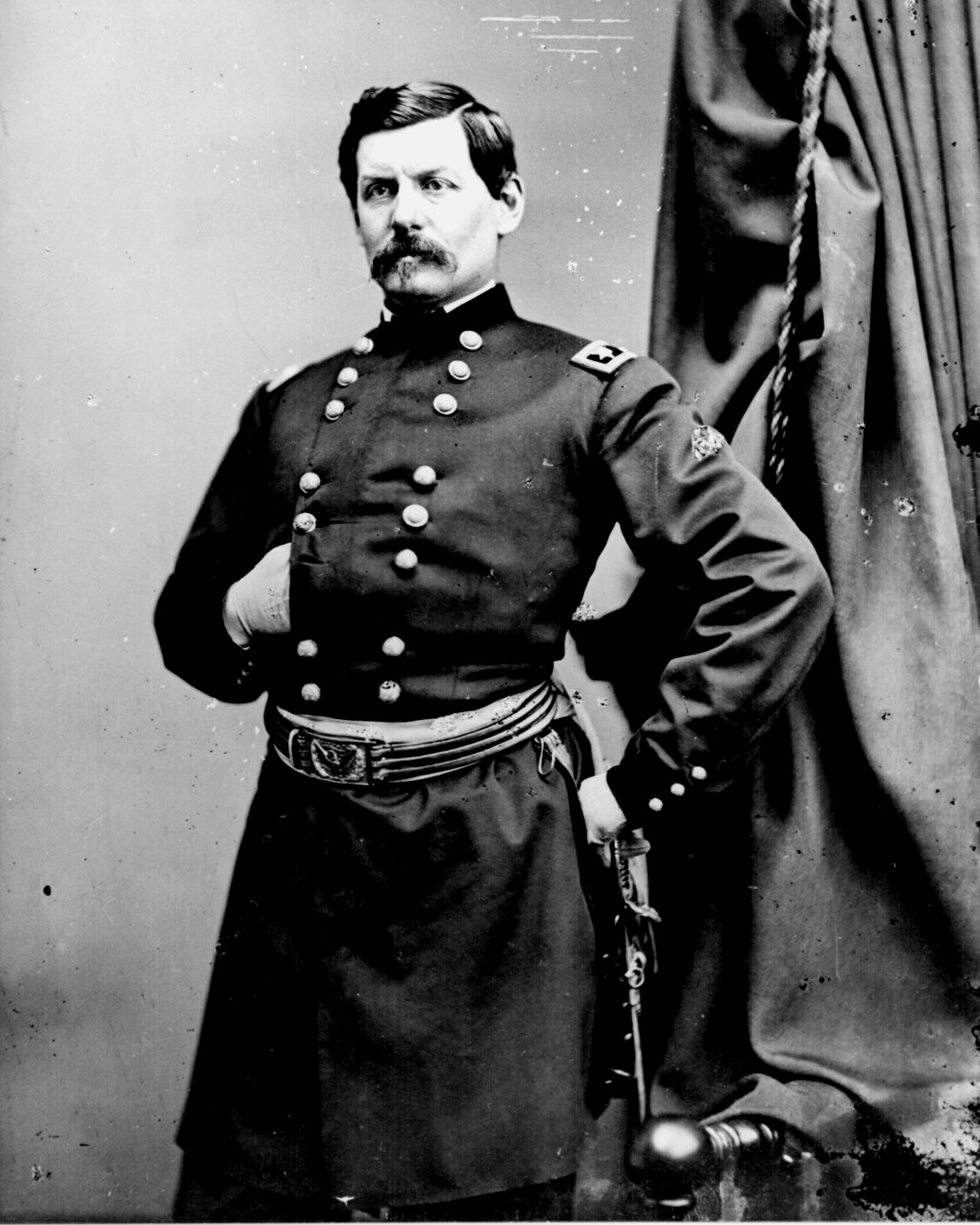
George McClellan
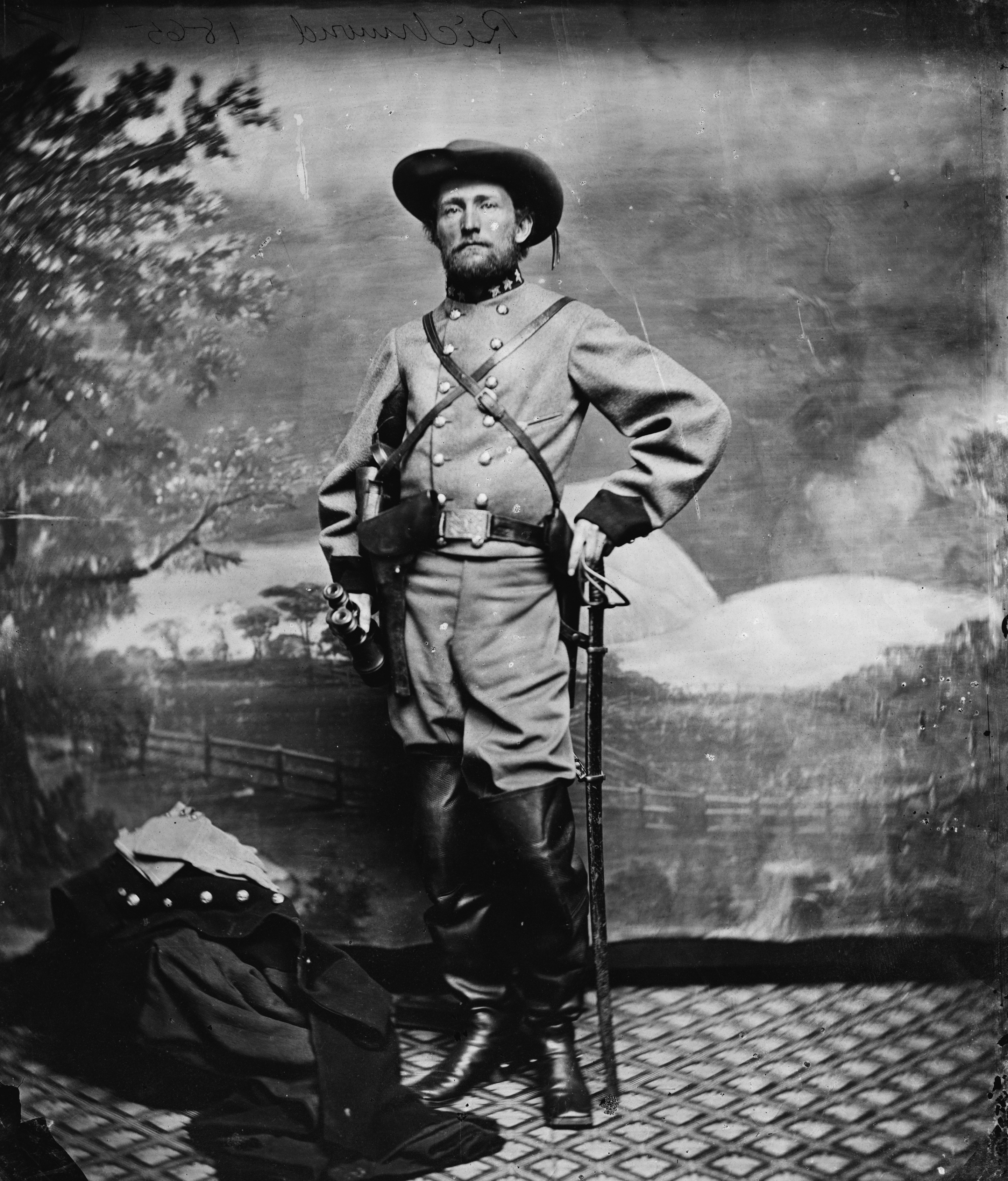
John S. Mosby
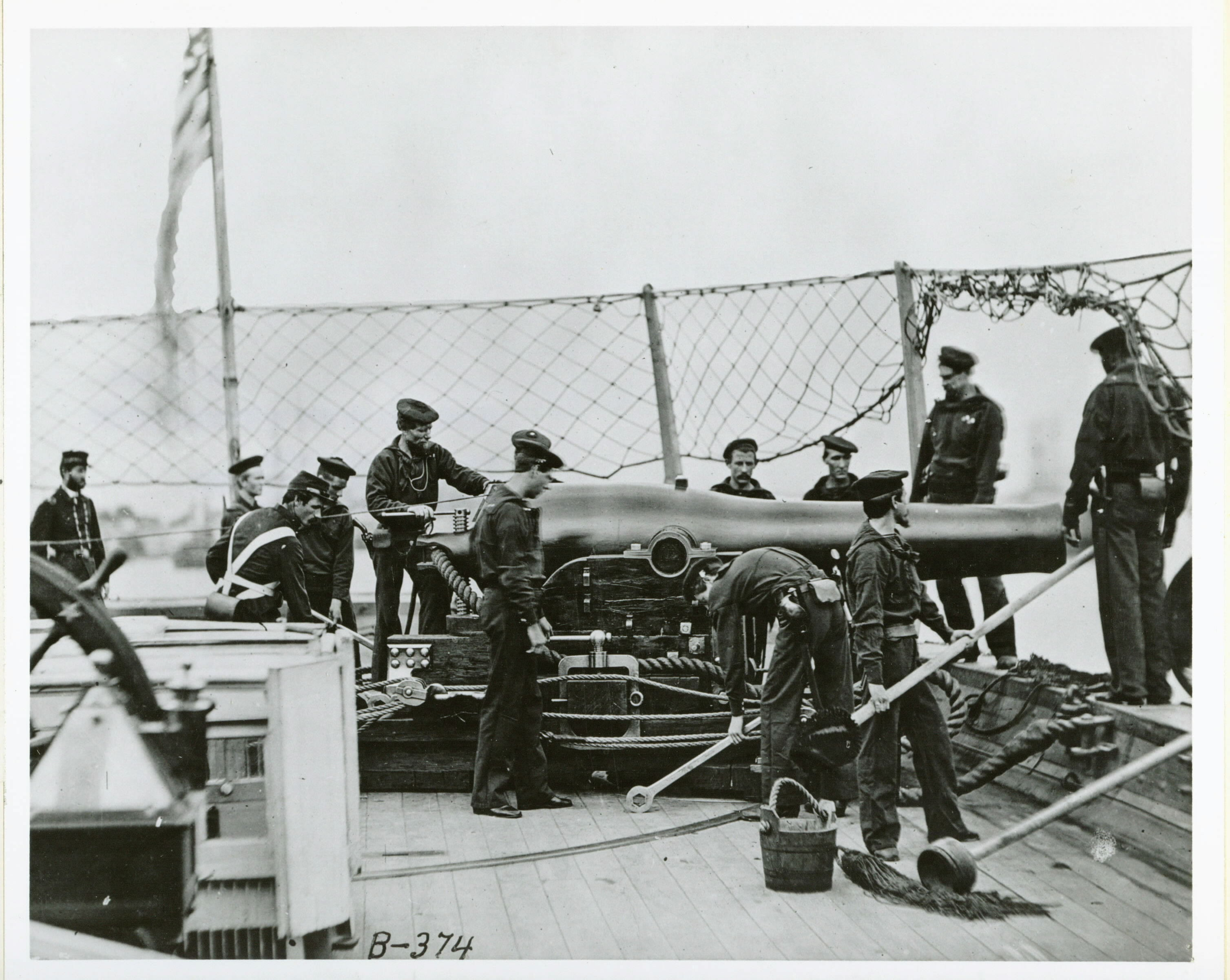
Vojáci US Navy obsluhují 9palcové dělo

### Daguerrotypie z ateliéru

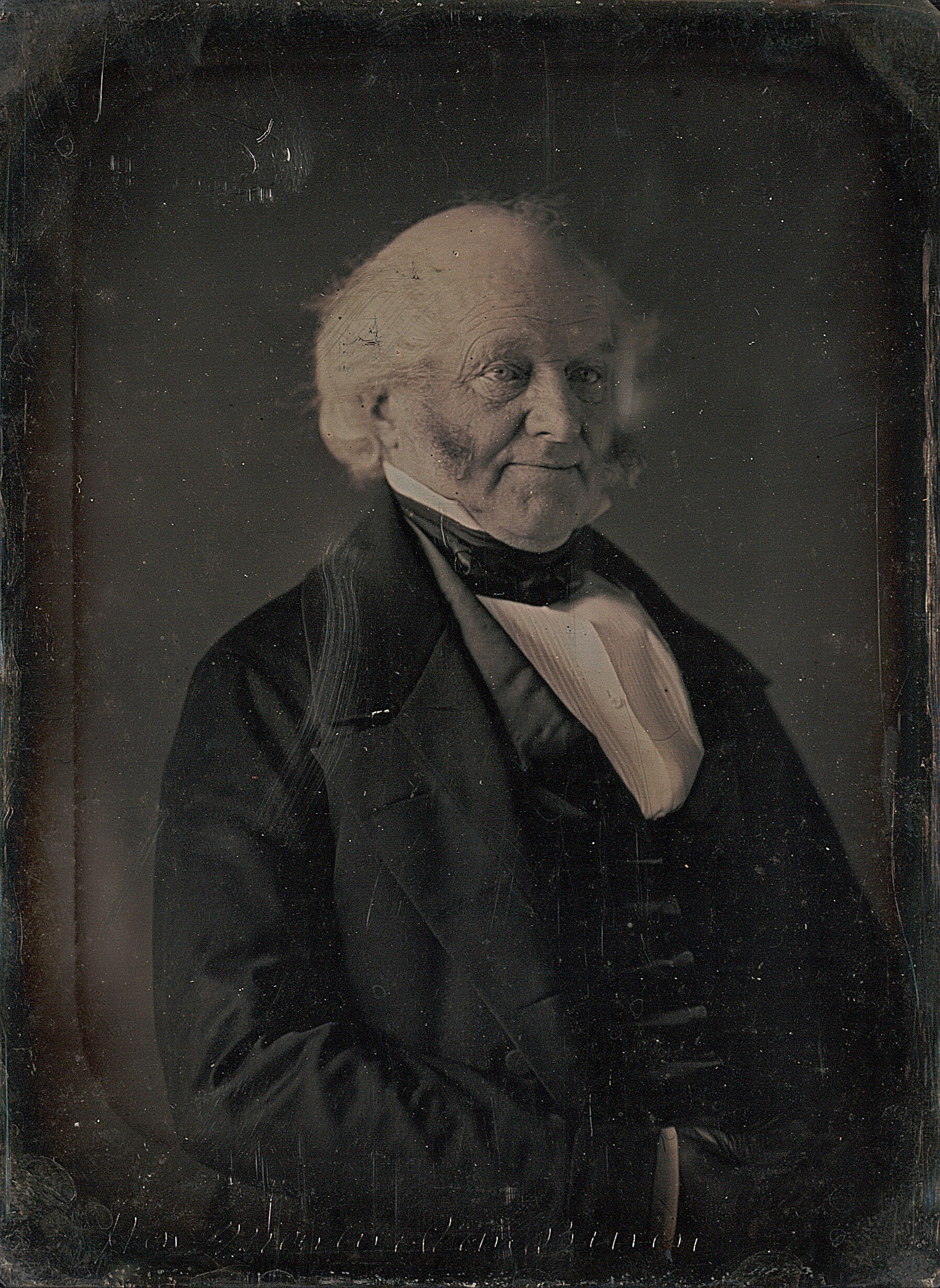
Martin Van Buren, prezident USA, circa 1849
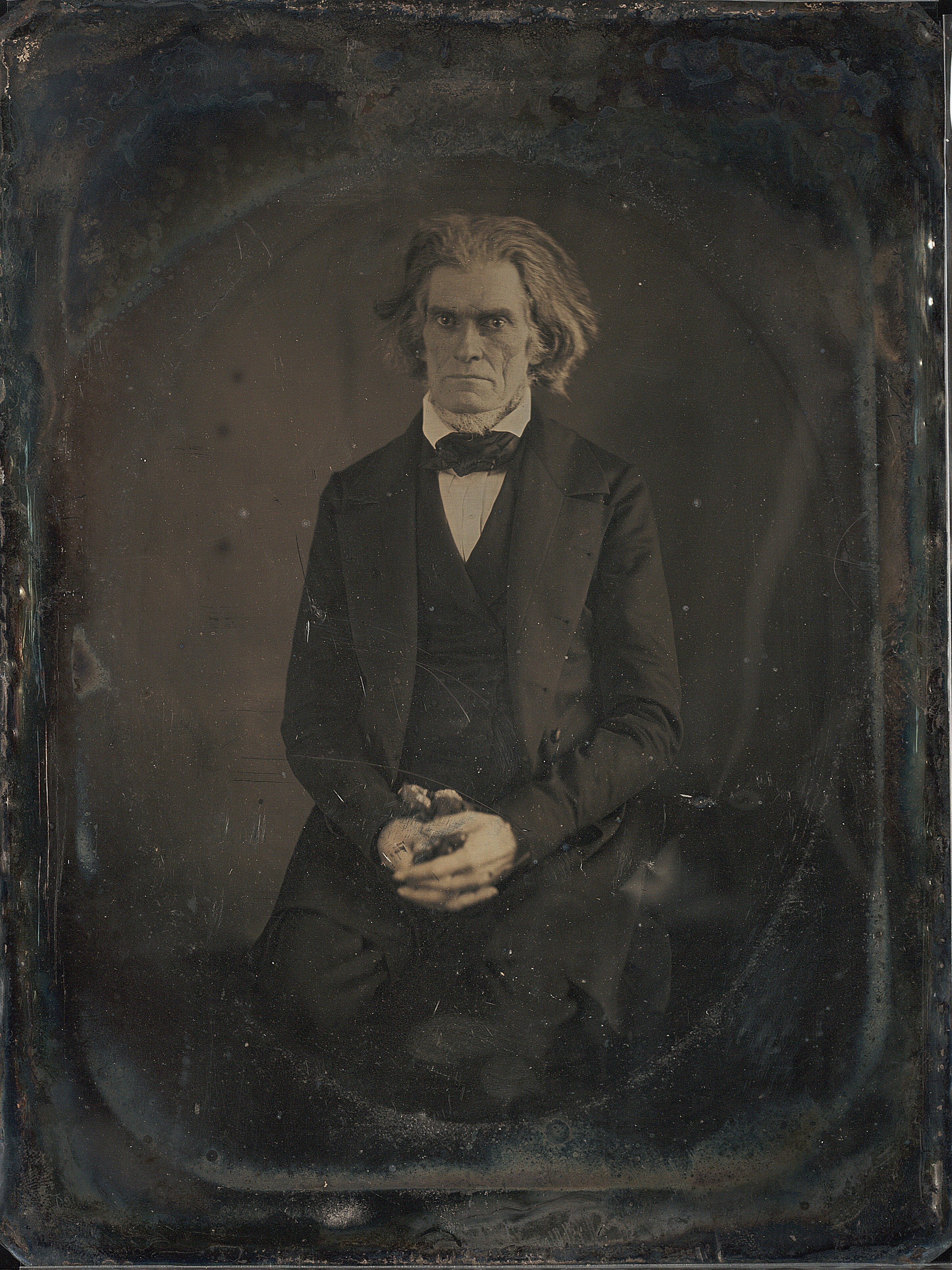
John C Calhoun, březen 1849
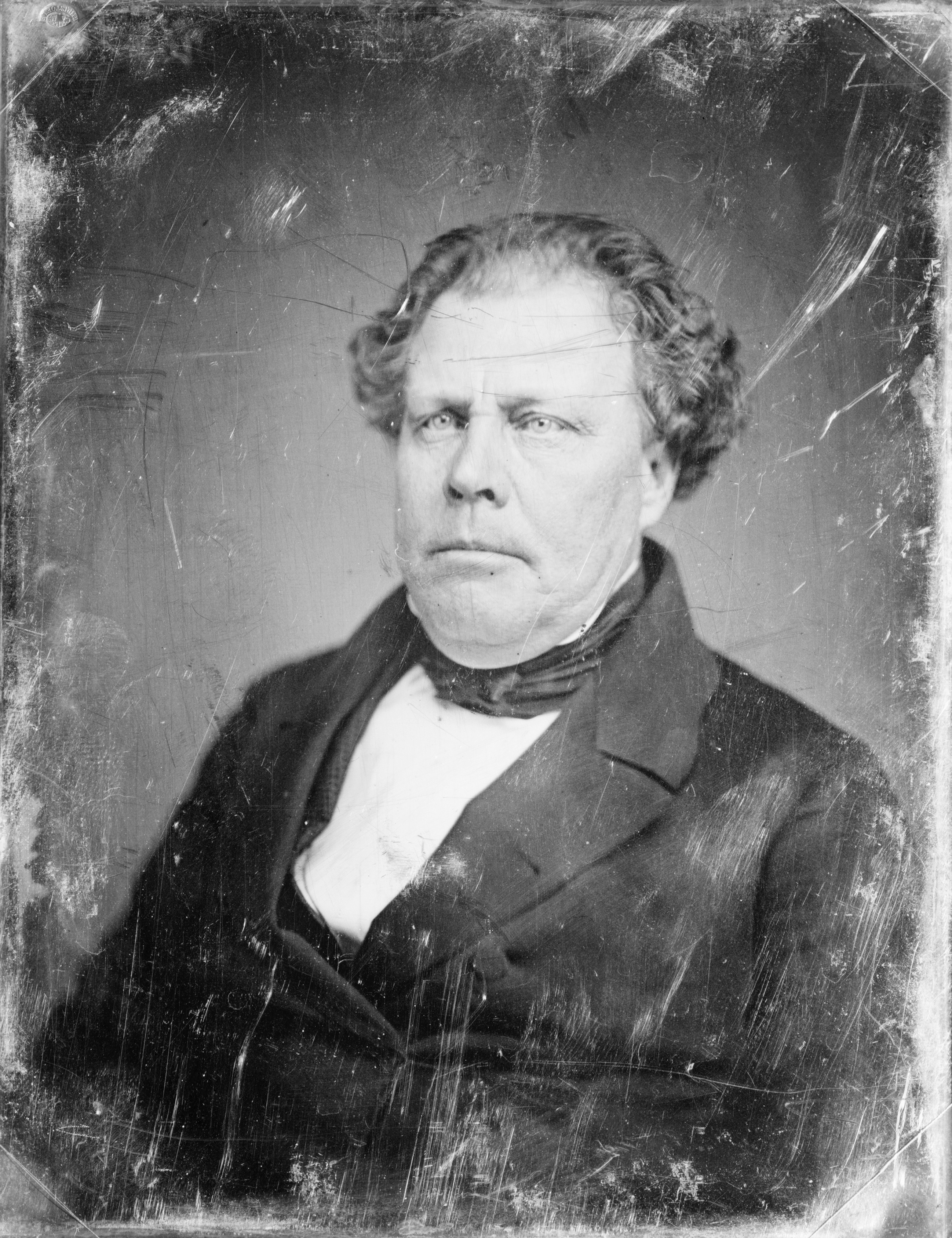
Edward Knight Collins
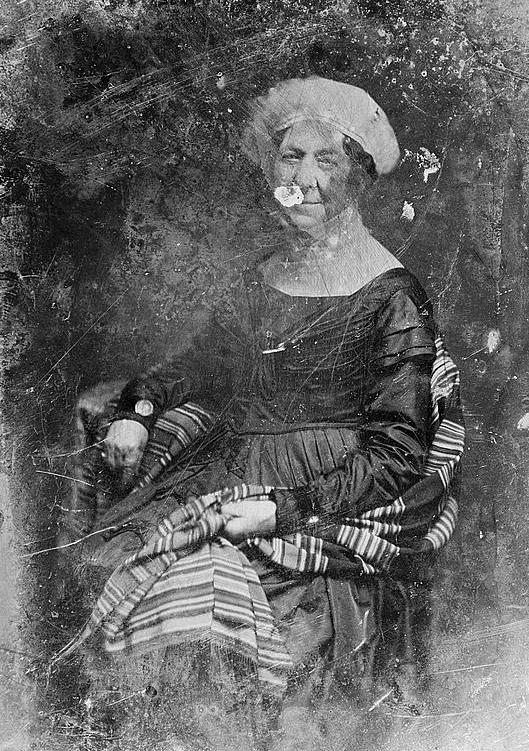
Dolley Madison, 1848
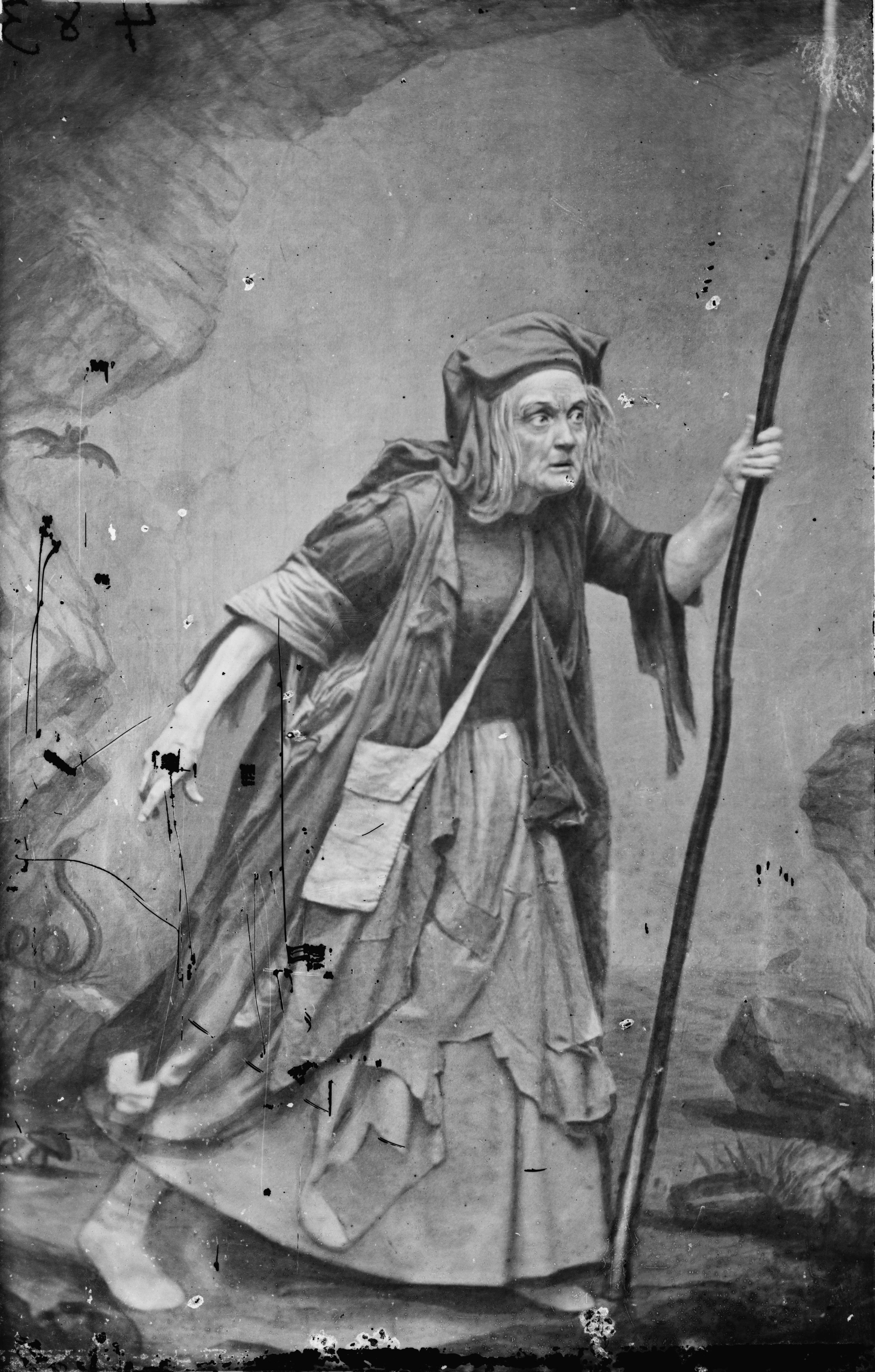
Charlotte Saunders Cushman
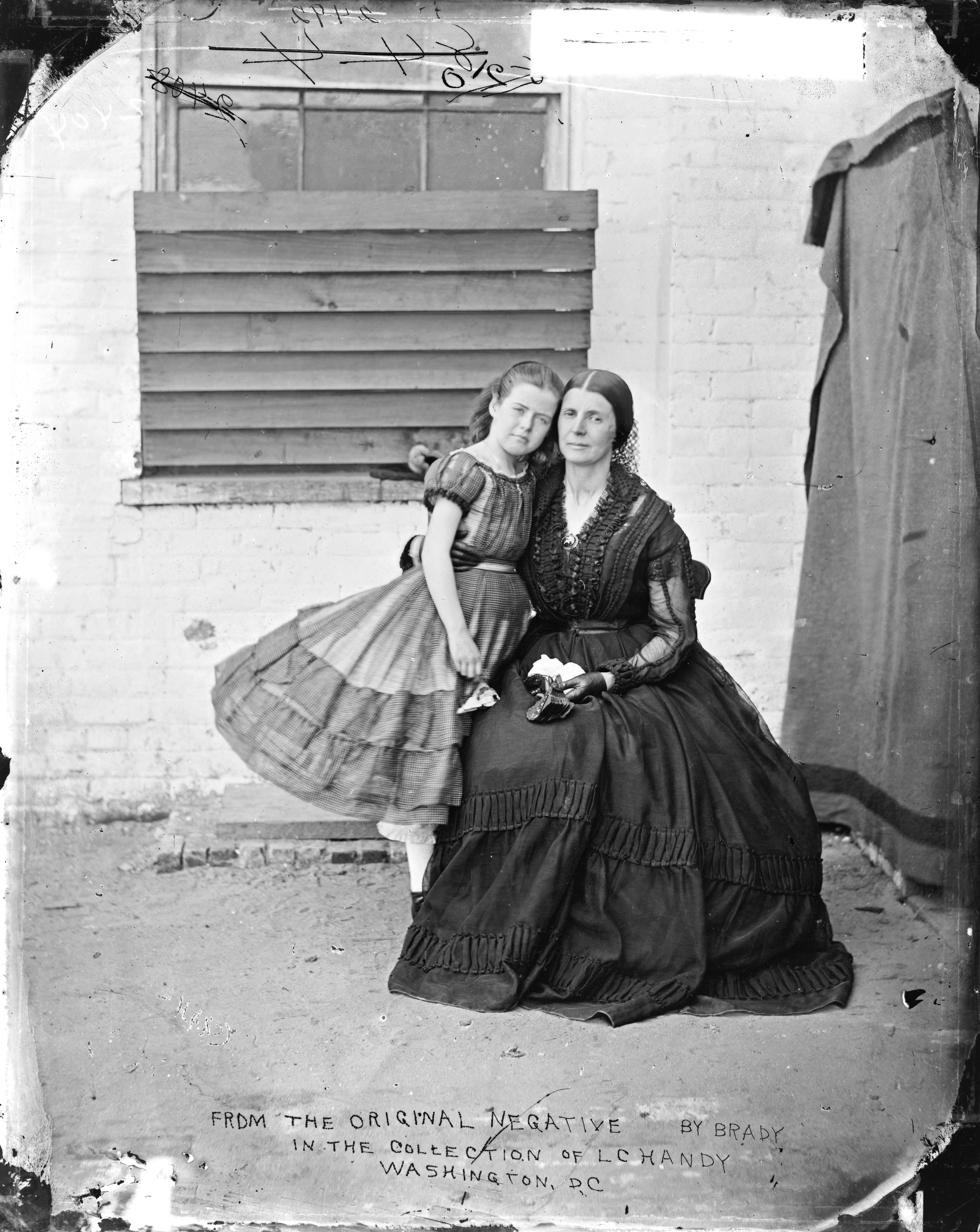
Rose O'Neal Greenhow, 1862
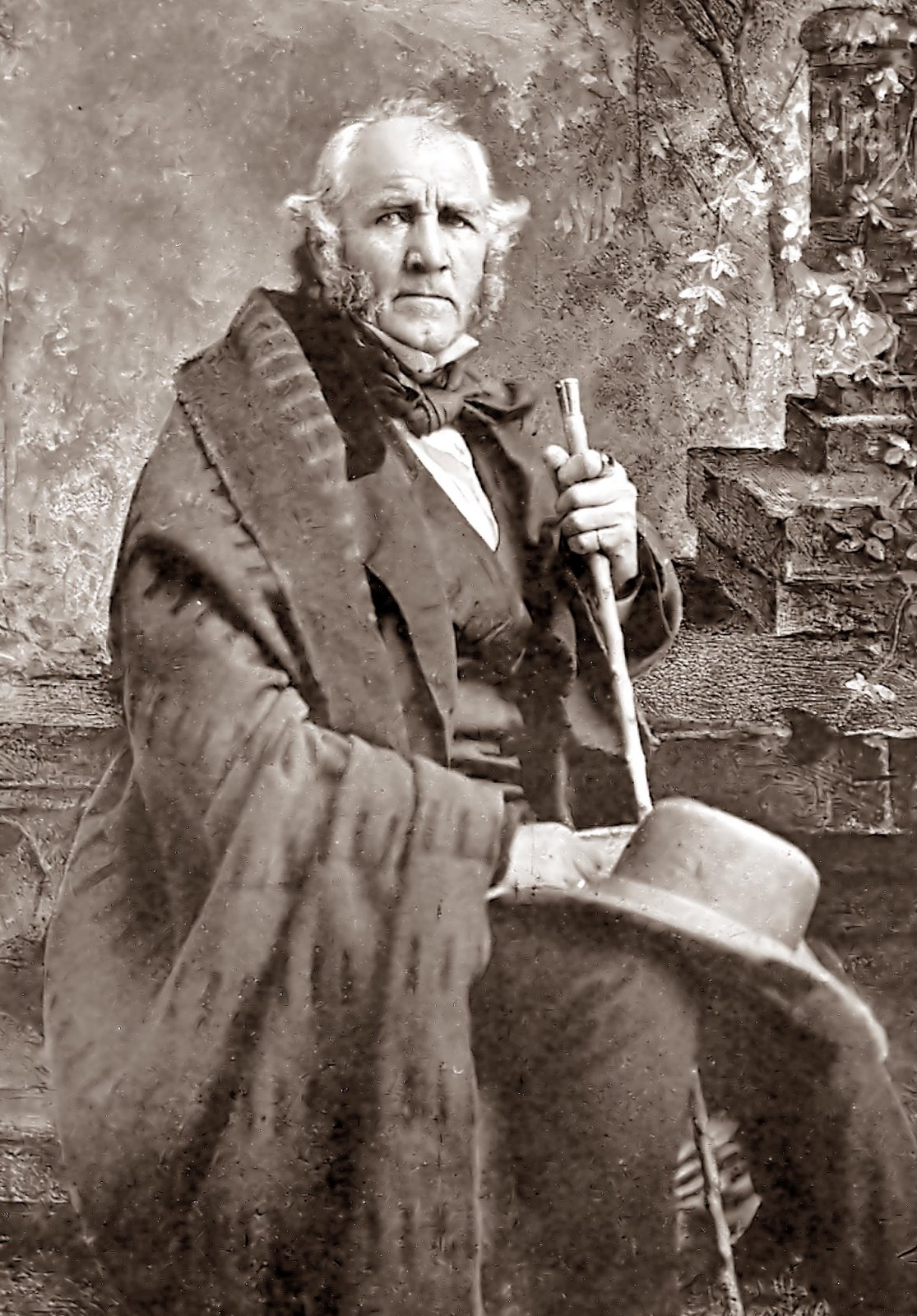
Sam Houston
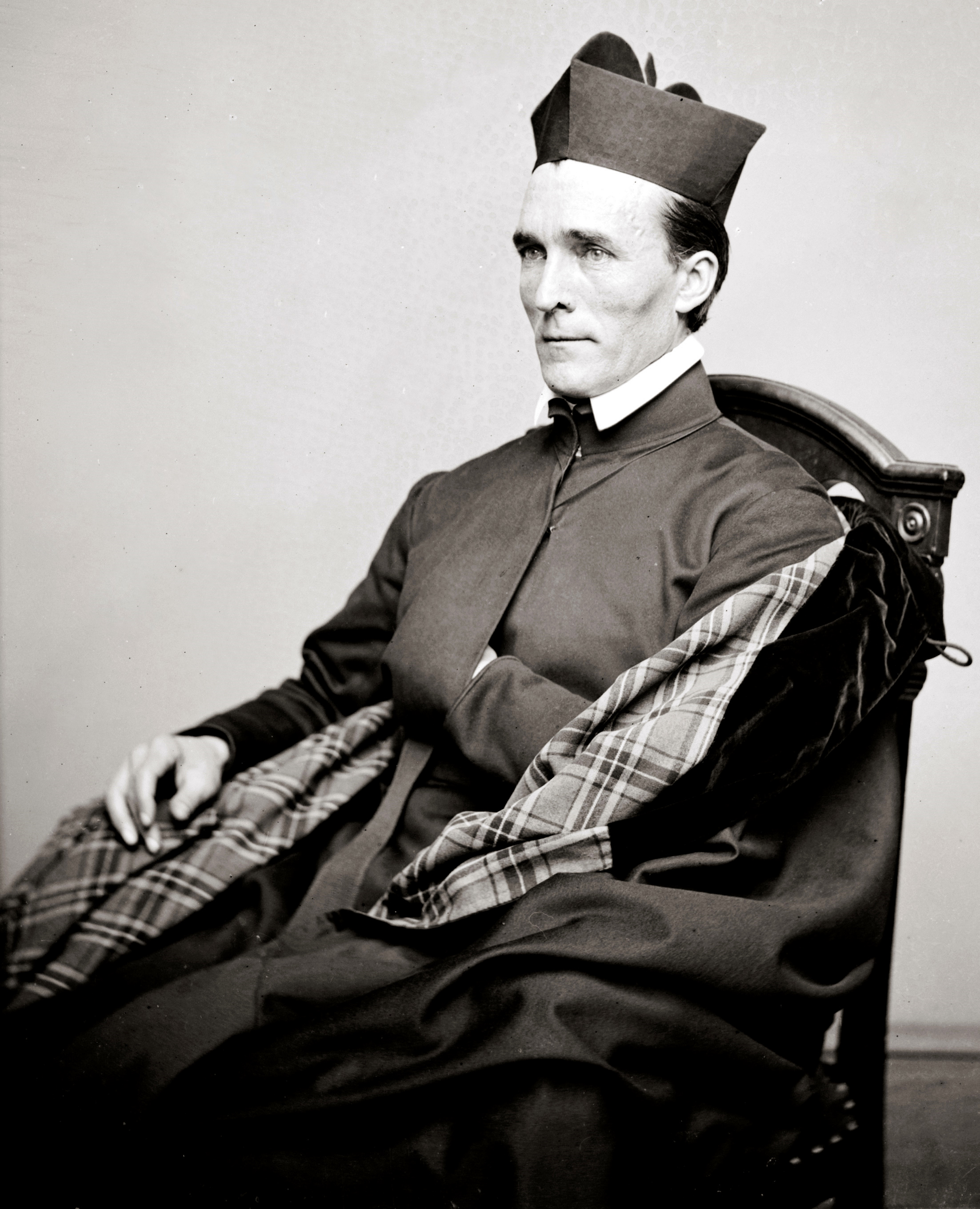
Bernard A. Maguire - Georgetown